# Mai Més
Mai Més és una editorial independent especialitzada en els gèneres fantàstic, ciència-ficció, literatura de terror i còmic en català. Va ser fundada per Judit Terradellas i Sergio Pérez el 2019 amb l'objectiu de publicar autories internacionals, tant clàssiques com actuals, fins aleshores inèdites en català, com ara Terry Pratchett, China Miéville o P. Djèlí Clark.

## Història
El nom de l'editorial està inspirat en l'expressió funesta nevermore del poema «El corb» d'Edgar Allan Poe, en referència al futur incert del món del llibre, així com en la fantasia del país de Mai Més de Peter Pan. El logotip de l'editorial és un llibre cremant-se en homenatge a l'argument de la novel·la de ciència-ficció Fahrenheit 451 de Ray Bradbury.
Els dos primers llibres que va publicar van ser la primera part de la trilogia Xenogènesi, d'Octavia E. Butler, i la guanyadora d'un Premi Locus El rastre del llamp, de Rebecca Roanhorse. Aquestes publicacions van anar seguides de Persons non grata, de Cassandra Khaw, d'una novel·la curta i experimental de Tade Thompson, i de La brigada lluminosa de Kameron Hurley. Tanmateix, Mai Més també ha publicat autories nostrades rellevants com Marc Pastor o Tamara Romero amb Els dits de la bruixa que havia estat publicada primer en anglès el 2012.
El 2021, l'editorial va celebrar els dos anys de vida amb l'estrena d'una col·lecció de còmic en català que va inaugurar amb la traducció de Calavera lunar (1996), d'Albert Monteys, en el vint-i-cinquè aniversari de la presentació d'aquest superheroi sense cap superpoder i amb un armament construït a força d'escuradents que prova de derrotar les amenaces que assolen l'univers amb resultats poc favorables.